# パワーレンジャー 映画版
『パワーレンジャー 映画版』（原題：Mighty Morphin Power Rangers The Movie、別題 - Power Rangers The Movie）は、1995年のアメリカ映画で、日本の特撮作品「スーパー戦隊シリーズ」の英語版ローカライズとして制作されたテレビドラマシリーズ・『パワーレンジャー』シリーズの劇場版第1作である。米国では1995年6月30日に公開された。日本での公開は1996年4月20日（吹き替え版のみ）。一部地方では『潜望鏡を上げろ』との同時上映も行われた。

## 概要
パワーレンジャー初の劇場用作品。シーズン2放送終了後、シーズン3開始までの時期に公開され、シーズン3でも本作品と同じ忍者パワーの展開が行われているが、厳密にはパラレルワールドの物語である。制作は20世紀フォックスのファミリー映画部門であるフォックス・ファミリー・フィルムズが担当。制作は20世紀フォックス主導で行われ、テレビシリーズの制作会社であるサバン・エンターテイメントは制作には関わっていないとされる。パワーレンジャーやロード・ゼッドなどのキャラクターのスーツや基地のセットも劇場用に新規に制作され、日本のスーパー戦隊シリーズからの映像流用は無く、キャラクターデザインの原型のみとなっている。
本作品はオーストラリアで撮影されており、一部の登場人物がテレビシリーズとは別の俳優が演じている。
当初、監督はスティーブ・ワンが予定されていたが、製作開始から3ヶ月目でワンが降板したため、本作品が映画デビューとなるブライアン・スパイサーが担当した。

### アクション
当初、アクション監督は坂本浩一が予定されており、横山誠など10人の日本人スタントマンが参加することが決まっていたが、スティーブ・ワンが降板した影響で取りやめとなった。
20世紀フォックスが日本人の動きができる現地スタントマンを見つけられなかったことなどから制作が難航し、それを解消するためにテレビ版のセカンドユニット監督のジェフ・プルートとスタントマンが数名参加したが、撮影中プルートはフォックス側の判断で降板となったため、アクションはテレビシリーズとは異なるものになっている。鬼塚大輔は格闘シーンのワイヤーアクションの多様などは香港映画の影響と推測している。パワーレンジャー役の俳優6人はほとんどのアクションシーンをスタントなしで演じたとされる。
巨大ロボットによる戦闘シーンが着ぐるみではなくフルCGで描かれるなどの試みが行われたが、これは日本と同じような着ぐるみを使った巨大戦闘シーンをアメリカで制作した場合、高額な制作費と時間が必要になるため、作ることができないという事情があるためとされる。プロデューサーのスザンヌ・ドッドによれば巨大戦闘シーンの計画には8ヶ月の時間がかけられたという。

### 評価
1995年6月24日にカリフォルニア州ロサンゼルスのマン・ナショナル・シアターで行われた試写会に東映会長の岡田茂とともに参加していた渡邊亮徳はこの時の観客の反応からこの作品のヒットを確信したとされる。
全米2407館で上映され、週末興行成績は第4位となる1310万4788ドル。『アポロ13』や『ポカホンタス』など、サマーシーズンの強力作品を向こうに回して健闘し、最終的な興行収入はアメリカ国内では3818万7431ドル、全世界合計では6643万3194ドルとなった。1995年の子供向け映画の中では10位の記録となっている。テレビを観ていた人がそのまま劇場に来たというケースはアメリカで初めてともいわれた。東映に版権料だけで約20億円が入り、キャラクターグッズの売り上げは莫大な金額になるといわれた。
ロジャー・イーバートは登場人物がアイバンを除いて無個性と評し、カリン・ジェームスは変身前のレンジャーの出番が多すぎることを欠点として挙げている。

## ストーリー
ライアン彗星が地球に近づくある日、エンジェルグローブのビルの建設現場から卵状のカプセルが発見される。それはゾードンが6000年前に悪の権化、アイバン・ウーズを封じ込めたものだった。ゾードンはレンジャーたちにカプセルを再封印するように命じるが時既に遅く、ロード・ゼッドの手によりアイバンは復活。復活したアイバンによりコマンドセンターは破壊され、ゾードンは瀕死の重傷を負い、パワーレンジャーのパワーも消滅した。アルファはレンジャーたちに惑星フェイドスに存在する新たな力、ニンジェッティパワーの存在を教える。決して戻った者のいない星に向うレンジャーたち。そのころ、アイバンはリタとゼッドをカプセルに封印し、組織の支配者となり、地球を征服するためにエンジェルグローブの子供たちに自分の粘液を配布してそれに触れた子供たちの親を洗脳、超兵器エクトモーフィコンを発掘するための奴隷としてしまう。フェイドズに到着したレンジャーたちはこの星の女戦士ドルシアと出会う。最初はレンジャーたちに星から去るように警告するが、事情を知ったドルシアはレンジャーたちにニンジェッティの聖なる獣の力を授け、彼らにニンジェッティ神殿のある場所を教えた。そこに向かい、数々の試練を乗り越えたレンジャーたちはついに新たな力を得る。それと時を同じころ、エクトモーフィコンはついに起動し、用済みになった奴隷たちは自殺を命じられる。そこにフェイドスからレンジャーたちが帰還し、エクトモーフィコンに対抗するために聖獣ゾードを呼び出す。同じころ、少年フレッドはアイバンの魔力の虜になっている子供たちを説得、親たちを救うために向かっていった。戦いの末にエクトモーフィコンを1体倒すことに成功するが、アイバンが残ったエクトモーフィコンと合体して巨大化。それに対抗するためにゾードを合体させ、アイバンと共に宇宙に飛び出す。宇宙空間での戦いの末、アイバンはライアン彗星に激突して消滅。自殺を命じられた親たちも元に戻った。基地に帰還するレンジャーたちであったが、時既に遅く、ゾードンは死んでしまう。しかし、ニンジェッティパワーの力によりゾードンは復活。破壊された基地も復元された。そして、リタとゼッドも解放され、再び王座に就くのであった。

## 登場人物
基本的な設定はテレビシリーズの項を参照。

### パワーレンジャー
トーマス"トミー"オリバー/ホワイトレンジャー
ホワイトタイガーに代わり、鷹の力を得た。最終決戦では列車を救うために遅れて合流を果たす。
ロッキー・デサントス/レッドレンジャー
ティラノサウルスに代わり、猿の力を得た。アダムと行動を共にすることが多かった。
アダム・パーク/ブラックレンジャー
マンモスに代わり、カエルの力を得た。最初は自分の新しい力がカエルであることが不満であったが、ドルシアに「カエルはキスで王子様に変わる」とキスされて機嫌を直した。
ビリー・クランストン/ブルーレンジャー
トリケラトプスに代わり、オオカミの力を得た。アイバンを倒す秘策を思いつく。
アイーシャ・キャンベル/イエローレンジャー
セイバートゥースタイガーに代わり、熊の力を得た。ビリー同様にアイバンを倒すのに重要な役割を果たす。
キンバリー・アン・ハート/ピンクレンジャー
プテロダクティルに代わり、鶴の力を得た。本作品ではテレビシリーズ以上にヒロイン的なポジションにある。
変身後のパワーレンジャーのスーツは鎧のイメージで作られ、筋肉を強調したデザインとなっている。スーツの生地はビニールコーティングされたラテックスであり、これはコスチューム・デザイナーのジョゼフ・ポロがこの映画のために開発した物だという。

### 協力者
ゾードン
地球の守護者。本作品では復活したアイバンの攻撃により、瀕死の重傷を負う。アイバンが倒された後、既に彼の命は尽きてしまっていたが、ニンジェッティパワーによって蘇った。この作品でエルター星の出身であることが判明した。
アルファ5
ゾードンの部下であるロボット。レンジャーたちに新たな力の源となりうるニンジェッティパワーの存在を教えた。
ドルシア
惑星フェイドスに住むフクロウの化身。ゾードンと面識があり、アイバンのことも知っている。槍を武器とする。惑星に来たレンジャーたちに星から去るように警告するが、アイバンが復活したことを知り、彼を倒すためにレンジャーたちに協力する。
- 演じるガブリエル・フィッツパトリックが体調上の都合で降板したため、配役がマリシュカ・ハージティに変更され、一部の撮影も行われたが、フィッツパトリックの体調が回復後、元の配役に戻されている。

### 一般人
フレッド・ケルマン
トミーたちと知り合いの少年。アイバンに操られ、自殺しようとしていた父親を始めとする大人たちを救うため、子供たちを率いて活躍する。事件後、トミーたちから「君にはレンジャーの素質がある」と評され、シルバーかゴールドになりたいと語った。
ファーカス"バルク"・バルクマイアー&ユージーン"スカル"・スカロビッチ
凸凹コンビ。本作品ではフレッドと共に自殺しようとしていた大人たちを救うために活躍する。その後、人々に自分たちの活躍を誇張して語っていた。

### 敵
アイバン・ウーズ
6000年前に地球を支配していた伝説の悪の化身。粘液状に変化し、いかなる場所にも忍び込むことができ、自分の一部である粘液から戦闘員を生み出す力や、粘液に触れた人間を操る力を持っている。ゾードンと当時のパワーレンジャーより時空カプセルに封印されたが、6000年の後、工事現場よりカプセルが発見され、ロード・ゼッドにより解放された。そして、ゾードンを襲撃し瀕死の重傷を負わせ、自分を解放したリタとゼッドをカプセルに封印し、ゴルダーとモーダントを配下にした。そして、自分同様に封印された最強の兵器・エクトモーフィコンを復活させ、世界を征服せんとする。エクトモーフィコンを掘り出すため、化学薬品工場で作り出した毒入りウーズを子供たちに玩具だと偽って配り、それに触れた子供たちの親を奴隷として使役した。ユーモラスな言動とコミカルな行動を取るが、奴隷としての価値の消えた親たちに自殺を命じるなど、その本性は残忍かつ冷酷。
- 玩具 - 8インチと5.5インチのアクションフィギュアが発売された。

アイバン・コロッサス
スコルピトロンを破壊されたアイバンがホーンニトールと合体した姿。メガゾードを高い戦闘力で追い詰めるが、地球を飛び出して宇宙で戦っている最中にアイーシャの機転による膝蹴りで彗星に激突させられて消滅した。
ロード・ゼッド
本作品の日本語版ではゼッド卿と訳されている。ロード・ゼッドを参照。
リタ・レパルサ
リタ・レパルサを参照。
ゴルダー
ゼッドとリタを裏切りアイバンの部下となった。アイバンが倒された後、組織の支配者になろうとするが、ゼッドとリタが解放されたため、その願いは叶わなかった。
モーダント
本作品のみに登場する豚型モンスター。ゴルダーの母方のはとこであるという設定がある。ゴルダー同様にアイバンに寝返る。
- 玩具 - 5.5インチのアクションフィギュアが発売された。

ウーズマン
アイバンの分身。攻撃されると粘液を飛び散らす。序盤でレンジャーたちと戦った。
- スーツの造形はスタジオ・カイトが担当。脚本上ではネズミのモンスターが登場する予定であり、スーツも制作されていた。

テング・ウォーリアーズ
アイバンが生み出した兵士。飛行能力を持ち、惑星フェイドスでレンジャーたちを襲った。変身できない彼らでは太刀打ちできない強さだったが、ドルシアに撃退される。地球に戻るがアイバンに処刑された。
- 烏天狗とハゲワシがモチーフとなっており、スーツの造形はオブティック・ナーズ・スタジオが担当。
- 玩具 - 5.5インチのアクションフィギュアが発売された。

白骨恐竜（はっこつきょうりゅう）
ニンジェッティ・パワーを得るために森を進んでいたレンジャーたちを襲った骨だけの恐竜。骨だけのため、いかなる攻撃にも痛みを感じず、通用しなかった。トミーによって骨の一部を引き抜かれ、バラバラになって滅んだ。
ゲートキーパー
ニンジェッティ・パワーの隠されたモノリスを守っている4体の戦士たち。普段は石像だが、一度侵入者が現れると活動を開始する。強靭な肉体を堅い鎧で守っている。1体目はロッキーとアダムによって酸の川に落とされ、2体目はトミーとキンバリーによって落石の下敷きとなり、3体目はビリーの策略により仲間によって真っ二つにされ、4体目もトミーによって倒された。スーツの造形はスタジオ・カイトが担当。

## メカニック
ニンジャゾード
ニンジェッティパワーを持ったゾード。CGは玩具を元にモデリングされた。
ニンジャ・ファルコンゾード
ホワイトレンジャーのニンジャゾード。翼にはロケットランチャーが装備されており、エクトモーフィコンの1体を破壊した。
ニンジャ・エイプゾード
レッドレンジャーのニンジャゾード。格闘能力が高い。
ニンジャ・フロッグゾード
ブラックレンジャーのニンジャゾード。長い舌を伸ばして敵を攻撃する。
ニンジャ・ウルフゾード
ブルーレンジャーのニンジャゾード。スピードに優れる。
ニンジャ・ベアーゾード
イエローレンジャーのニンジャゾード。パワーに優れる。
ニンジャ・クレーンゾード
ピンクレンジャーのニンジャゾード。小回りに優れる。
ニンジャ・メガゾード
ファルコンを除くゾードが合体した姿。ピンクレンジャーがメインパイロット。ショーグンメガゾードのファイヤーサーベルに似た「パワーソード」という剣を使用するが、アイヴァンに折られてしまった。
ニンジャ・ファルコンメガゾード
ニンジャ・メガゾードにファルコンゾードが合体した形態。飛行能力を持ち、宇宙空間でも活動可能。イエローレンジャー側の操縦席には膝蹴り（急所蹴り）用のスイッチがある。
- 玩具 - 『忍者戦隊カクレンジャー』のDX隠大将軍、DXツバサマルの流用品。

エクトモーフィコン
アイバンが作り出した2体のメカ。サソリ型のスコルピトロンとハチ型のホーンニトールがある。6000年前、当時のレンジャーたちにより完成直前に封印された。復活したアイバンが地球征服の戦力とするために掘り起こした。掘り起こされて組み立てられた後、アイバンのウーズを流し込まれて起動し、街を破壊するが、駆けつけたニンジャゾードによりスコルピトロンは破壊され、残ったホーンニトールはアイバンと合体した。
- 玩具 - 2体ともに8インチのアクションフィギュアが発売されたが、スコルピトロンはスコルピタンに名称が変更されている。

## パワーレンジャーの装備
パワーモーファー
パワーレンジャーの変身用アイテム。各人のゾード名を叫んで変身する。プロップは新造されており、各レンジャーのパーソナルカラーで緑取られている。
忍者タイプスーツ
ニンジェッティのパワーを与えられたレンジャーたちが装備する忍び装束。
パワースコープ
レッドレンジャーのゴーグルに仕込まれた探査装置。姿を消したウーズマンを探すのに使用した。本作品にしか登場しない。
ストリンガー
ブルーレンジャーのワイヤー発射機。ウーズマンの攻撃を回避するために使用した。本作品にしか登場しない。
パワービーム
イエローレンジャーのマスクに装備されているライト。パワースコープ同様に姿を消したウーズマンを探すのに使用した。本作品にしか登場しない。
プテロダクティル電撃鞭
ピンクレンジャーの武器。ウーズマンを蹴散らした。本作品にしか登場しない。

## キャスト
- トミー・オリバー - ジェイソン・デイビッド・フランク（日本語吹替 - 真地勇志）
- ロッキー・デサントス - スティーブ・カルデナス（松本保典）
- アダム・パーク - ジョニー・ヨング・ボシュ（辻谷耕史）
- ビリー・クランストン - デイビッド・ヨスト（草尾毅）
- アイーシャ・キャンベル - キャラン・アシュレー（伊藤美紀）
- キンバリー・アン・ハート - エイミー・ジョー・ジョンソン（新山志保）
- ゾードン - ニコラス・ベル（声 - ロバート・L・マナハン）（稲葉実）
- アルファ5の声 - リチャード・ウッド（龍田直樹）
- バルク - ポール・シュライアー（塩屋浩三）
- スカル - ジェイソン・ナービー（坂口賢一）
- ドルシア - ガブリエル・フィッツパトリック（勝生真沙子）
- フレッド・ケルマン - ジェイミー・クロフト（亀井芳子）
- アイバン・ウーズ - ポール・フリーマン（穂積隆信）
- ロード・ゼッドの声 - ロバート・アクセルロッド（郷里大輔）
- リタ・レパルサ - ジュリア・コルテス（声 - バーバラ・グッドソン）（山本圭子）
- ゴルダーの声 - ケリガン・メイハン（岸野幸正）
- モーダントの声 - マーティン・G・メトカーフ（塩屋浩三）
- ウーズマンの声 - ニール・キャプラン
- フレッドのパパ - ピーター・モックリー（梅津秀行）
- 警備員 - スコット・マクレガー（梅津秀行）
- テング・ウォーリアー - （龍田直樹、稲葉実）
- TVレポーター - ポーラ・マレル
- デイブ - ポール・ゴダード
- ジョン - ロバート・シンパー（辻親八）
- 踊らされた男 - ロビン・ゴル
- 子供達 - ポール・パンターノ、ミッチェル・マクマーン、ティム・ヴァルカ（草尾毅）
- スカイダイビング・コンテスト・MC - R・J・カイツァー（稲葉実）
- アーニー - リチャード・ギネル※登場シーンカット
- サーバの声 - トニー・オリバー※登場シーンカット
- 予告編ナレーター - ドン・ラフォンティーヌ

### スーツアクター・スタント
- ホワイトレンジャー[32][28] 、ウーズマン- ヒエン・グエン
- トミー（スタントダブル）[33] - ナッシュ・エジャトン
- レッドレンジャー[28] 、ウーズマン- スチュアート・クァン
- ブラックレンジャー[28]、レッドレンジャー[28]、ウーズマン - ダニー・ウェイン・スタルカップ
- ブラックニンジャレンジャー[28] - ジョニー・ヨング・ボシュ
- ブルーレンジャー[28] 、ウーズマン- デヴィッド・ウォルド
- ブルーレンジャー[34][35] -ロジャー・ユアン
- イエローレンジャー[28][36][35] 、ウーズマン- ブリジット・ライリー
- ピンクレンジャー[28][37][38][35]、ウーズマン - ソフィア・クロフォード
- アルファ5[39] - ペタ＝マレー・リックソン
- ロード・ゼッド[39] - マーク・ギンザー
- ゴルダー[39] - ケリー・ケイシー
- モーダント[39] - ジャン・ポール・ベル
- その他スタント - 田渕景也、テツジ・ハシモト、中村忠弘、エド・ニール、大江智男、ジム・スティーブン、アンドリュー・カヴァナー、スコット・クロフォード、ポール・ドイル、ナッシュ・エジャートン、テリー・フラナガン、ディーン・グルード、ロウ・ホーヴァス、トニー・リンチ、キャシー・マックモロー、セサ・モーラ、カラン・マルヴェイ、シナモン・ポラード、プリシラ・シュワルツマン、ソティリ・ソティロパウロス、ジリアン・ステイサム、アヴリル・ワイン、他

## スタッフ
- 監督 - ブライアン・スパイサー
- 製作 - スザンヌ・トッド、ハイム・サバン、シュキ・レヴィ
- 共同製作 - デヴィッド・コートスワース
- 脚本 - アーン・オルセン
- 原案 - アーン・オルセン、ジョン・キャンプス
- 撮影 - ポール・マーフィ、A.C.S.
- 音楽 - グレーム・レヴェル
- オリジナル音楽 - シュキ・レヴィ、クッサ・マーチ、ロン・ワッサーマン
- コスチューム・デザイナー - ジョゼフ・ポロ、ロブ・パーマン、ジェニファー・F・マクマンズ
- 特殊視覚効果 - リチャード・ボランダー
- スタント・コーディネーター - ジェフ・プルート（製作中に降板[8]）→ロッキー・マクドナルド
- ファイティング・コーディネーター - ジェフ・プルート（製作中に降板[8]）
- アート・ディレクター - コリン・ギブソン
- セカンドユニット監督 - ジェフ・プルート（製作中に降板[8]）→ゲイリー・ハイムズ
- 3Dアニメーター - エリック・ジェニングス、フランシーヌ・ロコー
- 制作 - フォックス・ファミリー・フィルムズ[1]、サバン・エンターテイメント、東映
- 配給 - 20世紀フォックス
- 日本語版スタッフ
  - 演出 - 松岡裕紀
  - 吹替翻訳 - 平田勝茂
  - 字幕翻訳 - 松浦美奈
  - 監修 - 鈴木武幸
  - 配給 - 20世紀フォックス映画

## 音楽
サウンドトラックはアトランティックレコードより、1995年6月8日にCDとカセットテープで発売。日本では1996年4月25日にCDがリリースされた。発売元はイーストウエスト・ジャパン、販売元はワーナーミュージック・ジャパン。
劇伴を収録したスコア盤CDはヴァレーズ・サラバンド・レコーズより、1995年9月26日に発売。

### 挿入歌
「Higher Ground」
作詞・作曲 - スティーヴィー・ワンダー / 歌 - レッド・ホット・チリ・ペッパーズ
「Free Ride」
作詞・作曲・歌 - ダン・ハートマン
「ゴー・ゴー・パワーレンジャー」（GO GO Power Rangers）
作詞・作曲 - シュキ・レヴィ、クッサ・マーチ/歌・演奏 - パワーレンジャー・オーケストラ
テレビシリーズの主題歌のアレンジ。ムービーバージョンとも呼ばれる。
シングルカットされており、カセットテープ版がアトランティックレコードから1995年5月30日に発売。日本ではCDがサウンドトラックと同日にリリースされた。発売元はイーストウエスト・ジャパン、販売元はワーナーミュージック・ジャパン。
「Are You Ready?!」
作詞・作曲 - マーク・マザーズボー、ジェラルド・V・キャセール / 歌 - ディーヴォ
「Cross My Line」
作詞・作曲 - ロン・ワッサーマン、ロン・ケナン、クッサ・マーチ、シュキ・レヴィ / 歌 - アーロン・ウォーターズ（マイティ・ロー）
「SenSurround」
作詞・作曲 - ジョン・リネル、ジョン・フランズバーグ / 歌 - ゼイ・マイト・ビー・ジャイアンツ
「Dreams」
作詞・作曲 - エドワード・ヴァン・ヘイレン、サミー・ヘイガー、マイケル・アンソニー、アレックス・ヴァン・ヘイレン / 歌 - ヴァン・ヘイレン

### EDテーマ
「トラブル」
作詞・作曲 - ジャクリーン・ブレーク、キャリー・アスキュー、コナル・フィッツパトリック /歌 - シャンプー
挿入歌としても使われた。
「吼えろ! ドラゴン」
作詞・作曲 - カール・ダグラス
「Ayeyaiyai (Alpha Song)」
作詞・作曲 - ルーク・ティアニー、ティム・カーレ/歌 - パワー・ジェット/台詞 - アルファ5（リチャード・ウッド）

## 商品展開

### 映像ソフト化
特記の無いものに限り、販売元は日米ともに、20世紀フォックス ホーム エンターテイメント。
アメリカ合衆国
Mighty Morphin Power Rangers The Movie（DVD）
2003年9月2日にリリース。
日本
パワーレンジャー 映画版（VHS）
1996年10月23日に日本語字幕・日本語吹替の2種類がリリース。
パワーレンジャー 映画版（DVD）
2002年11月22日にリリース後、何度か再リリースされており、2004年12月3日にはFOXファミリー・パックとして『アイス・エイジ』（特別編）とのカップリング盤が販売された。
パワーレンジャー 映画版（1996年公開）＜吹替版＞（DVD）
2017年6月14日に東映ビデオより発売。20世紀フォックス版とは異なり、日本語吹き替えのみ。

### ゲーム版
Mighty Morphin Power Rangers The Movie
スーパーNES、ゲームボーイ、セガジェネシス用の横スクロールアクションゲーム、ゲームギア用の格闘アクションゲーム。SFC版は以前発売されたマイティ・モーフィン・パワーレンジャーとほぼ同様の作りだが、MD版は『ベア・ナックル』のシステムを使用している。GG版は以前発売されたものとほぼ同様の作りだが、テレビシリーズ・シーズン2の一部の敵とサンダーメガゾードも登場する。
SFC・MD版では2人同時プレイが可能。SFC版の開発はナツメ、GB版の開発はトムクリエイト、MD・GG版の開発はシムス。日本未発売。

### 玩具
本作品の玩具はムービーエディションとしてメッキ塗装が行われ、映画のイメージを表現しているものがある。テレビ版の玩具の中で最大のヒット商品であるオートモーフィンシリーズもムービーエディションが発売されたが、メッキがギミックを阻害することが判明し、新規金型で制作された。1995年当時のパワーレンジャーの人気の高さだからこそ出来たことだとされる。
アメリカで本作品の公開当時、マクドナルドのハッピーミールに本作品が採用されている。
フリーア・コーポレーションよりトレーディングカードが発売された。全194種類（ノーマルカード150種類、インサートカード44種類）。

### ノミネート歴
- ヤングアーチストアワード1996年若手助演男優賞長編映画部門：スティーブ・カルデナス（ロッキー役）[53]

## パワーレンジャーのすべて
パワーレンジャーのすべて（Mighty Morphin Power Rangers The Movie: Secrets Revealed）は本作品公開前の1995年6月18日にフォックス放送で放送されたメイキング番組。パワーレンジャー役の6人の俳優が司会を務める。日本ではUHF局などで放送された他、非売品の販促用ビデオとしてもリリースされた。

### キャスト（特番）
- ジェイソン・フランク（真地勇志）
- スティーブ・カルデナス
- ジョン・ボシュ
- ディビッド・ヨスト
- エイミー・ジョー・ジョンソン
- キャラン・アシュレー
- ポール・シュライアー
- ジェイソン・ナービー
- アイバン・ウーズ（ポール・フリーマン）※劇中のキャラクターとしてインタビューを受けている
- ブライアン・スパイサー
- スタンヌ・トッド
- ロブ・パーマン
- ジェニファー・F・マクマンズ
- ゲイリー・ハイムズ
- リチャード・ボランダー（真地勇志）
- エリック・ジェニングス
- フランシーヌ・ロコー

### スタッフ（特番）
- プロデューサー - トム・グレイン、サム・ハーウィッツ、ピーター・トンプソン
- 監督 - ジョゼ・ルイス・ミニョーネ
- 脚本 - ハンク・P・ファン、G・ジョルダン・ティムキン
- 編集 - ダリル・P・クリフトJr
- 撮影 - ジョゼ・ルイス・ミニョーネ
- 翻訳 - 平田勝茂